# 쓰루시마 노아
쓰루시마 노아(일본어: 鶴嶋 乃愛, 2001년 5월 24일~)는 일본의 여성 패션 모델이자, 배우이다.